# Tipula borealis
Tipula borealis är en tvåvingeart som beskrevs av Walker 1848. Tipula borealis ingår i släktet Tipula och familjen storharkrankar. Inga underarter finns listade i Catalogue of Life.